# Liste der Kulturdenkmale in Würschwitz
In der Liste der Kulturdenkmale in Würschwitz sind die Kulturdenkmale des Grimmaer Ortsteils Würschwitz verzeichnet, die bis August 2024 vom Landesamt für Denkmalpflege Sachsen erfasst wurden (ohne archäologische Kulturdenkmale). Die Anmerkungen sind zu beachten.
Diese Aufzählung ist eine Teilmenge der Liste der Kulturdenkmale in Grimma.

## Würschwitz
| Bild                                    | Bezeichnung                                                      | Lage                  | Datierung                          | Beschreibung | ID       |
| --------------------------------------- | ---------------------------------------------------------------- | --------------------- | ---------------------------------- | --- | -------- |
| Direkt Bild zu diesem Denkmal hochladen | Wohnstallhaus eines Vierseithofes                                | Würschwitz 8 (Karte)  | Bezeichnet mit 1844 (Schlussstein) | Stattlicher Putzbau, zwei Portale mit gerader Verdachung, Zeugnis bäuerlicher Bau- und Lebensweise vergangener Zeiten, baugeschichtlich von Bedeutung. Zweigeschossiger verputzter Massivbau, Fenstergewände im Erdgeschoss in Sandstein, zwei Türgewände mit Verdachung und Schlussstein (Inschrift) in Sandstein, Mittelrisalit an Hofseite, Krüppelwalmdach, Holztraufe. | 08973624 |
| Direkt Bild zu diesem Denkmal hochladen | Wohnstallhaus und Einfriedung des Vorgartens eines Vierseithofes | Würschwitz 20 (Karte) | Bezeichnet mit 1886                | Putzbau mit einfacher Putzgliederung, Zeugnis bäuerlicher Bau- und Lebensweise des späten 19. Jahrhunderts, baugeschichtlich von Bedeutung. Zweigeschossiger, verputzter Massivbau (Bruchstein), einfache Putzgliederung, Fenstersohlbänke in Sandstein, Türgewände mit Verdachung in Sandstein, Türsturz mit Inschrift („HF 1886“), originale Tür, originale Fenster, rückwärtiges Backhaus, Stallfenster mit Sandsteingewände, Ziegelsteintraufe. Mit angebautem Backhaus, dieses vor 2015 abgebrochen. | 08973553 |

## Tabellenlegende
- Bild: Bild des Kulturdenkmals, ggf. zusätzlich mit einem Link zu weiteren Fotos des Kulturdenkmals im Medienarchiv Wikimedia Commons. Wenn man auf das Kamerasymbol klickt, können Fotos zu Kulturdenkmalen aus dieser Liste hochgeladen werden:
- Bezeichnung: Denkmalgeschützte Objekte und ggf. Bauwerksname des Kulturdenkmals
- Lage: Straßenname und Hausnummer oder Flurstücknummer des Kulturdenkmals. Die Grundsortierung der Liste erfolgt nach dieser Adresse. Der Link (Karte) führt zu verschiedenen Kartendiensten mit der Position des Kulturdenkmals. Fehlt dieser Link, wurden die Koordinaten noch nicht eingetragen. Sind diese bekannt, können sie über ein Tool mit einer Kartenansicht einfach nachgetragen werden. In dieser Kartenansicht sind Kulturdenkmale ohne Koordinaten mit einem roten bzw. orangen Marker dargestellt und können durch Verschieben auf die richtige Position in der Karte mit Koordinaten versehen werden. Kulturdenkmale ohne Bild sind an einem blauen bzw. roten Marker erkennbar.
- Datierung: Baubeginn, Fertigstellung, Datum der Erstnennung oder grobe zeitliche Einordnung entsprechend des Eintrags in der sächsischen Denkmaldatenbank
- Beschreibung: Kurzcharakteristik des Kulturdenkmals entsprechend des Eintrags in der sächsischen Denkmaldatenbank, ggf. ergänzt durch die dort nur selten veröffentlichten Erfassungstexte oder zusätzliche Informationen
- ID: Vom Landesamt für Denkmalpflege Sachsen vergebene, das Kulturdenkmal eindeutig identifizierende Objekt-Nummer. Der Link führt zum PDF-Denkmaldokument des Landesamtes für Denkmalpflege Sachsen. Bei ehemaligen Kulturdenkmalen können die Objektnummern unbekannt sein und deshalb fehlen bzw. die Links von aus der Datenbank entfernten Objektnummern ins Leere führen. Ein ggf. vorhandenes Icon  führt zu den Angaben des Kulturdenkmals bei Wikidata.